# Need for Speed: Most Wanted (jogo eletrônico de 2005)
Need for Speed: Most Wanted é um jogo eletrônico de corrida de 2005 desenvolvido pela EA Canada e EA Black Box e publicado pela EA Games. Foi lançado em novembro de 2005 para PlayStation 2, Xbox, GameCube, Nintendo DS, Microsoft Windows, Game Boy Advance e Xbox 360. Uma versão adicional, Need for Speed: Most Wanted 5-1-0, foi lançada no mesmo ano para PlayStation Portable.
O jogo se concentra na jogabilidade orientada para as corridas de rua, envolvendo uma seleção de eventos e circuitos de corrida encontrados na cidade fictícia de Rockport, com a história principal do jogo envolvendo jogadores assumindo o papel de um corredor de rua ilegal que deve competir contra 15 dos corredores mais procurados da cidade.
O jogo, diferente do anterior tem ajustes de performance mais simples, menos opções de personalização visual e prédios de peças pois todas as modificações, visuais ou de performance são feitas no mesmo lugar. Apesar disso, compensa nos gráficos melhorados e trilha sonora marcante. Além disso, Most Wanted destaca-se pelas novas formas de jogar. No novo jogo, seu objetivo principal é entrar na Black List dos 15 pilotos mais procurados, e se tornar o primeiro. Most Wanted é um misto de NFS Hot Pursuit, NFS Underground e NFS Underground 2. O piloto terá inúmeros veículos à disposição até esportivos de luxo, permitindo os mais diversos tipos de tuning (a troca de peças para deixar a máquina com um visual único), além de ter a melhor performance possível. O carro principal do jogo é um BMW M3 GTR que se pode ver na capa do jogo.
O jogo recebeu críticas de muitos fãs por se passar sempre de dia, algo que não é muito comum em rachas de rua. Seu sucessor Need for Speed Carbon se passa sempre à noite. Most Wanted é considerado por parte dos fãs como o melhor jogo da franquia.
A EA lançou também uma versão especial em comemoração ao 10º aniversário da franquia Need for Speed, a Black Edition, que é uma edição de colecionador com mais carros (Chevrolet Camaro SS e BMW M3 GTR), uma pista exclusiva, um desafio exclusivo. Na versão americana, ele vem com um DVD bônus, com o Making Of, entrevistas, entre outras coisas.

## História

### Sua chegada à cidade de Rockport City
Tudo começa 6 dias antes de uma disputa, a principal na primeira parte do jogo. Você está dirigindo sua BMW M3 GTR pelas ruas de Rockport, quando encontra uma piloto de rua conduzindo um Mazda RX-8. Ambos começam a correr juntos, quando de repente, ao pararem num semáforo, e em cima da faixa de pedestres, aparece um Chevrolet Corvette C6.R, pertencente ao Sargento Cross, um dos principais "vilões" do jogo. A piloto que corria com você consegue escapar, mas Cross se aproxima de você e começa a conversar. Ele e sua companheira de trabalho brincam arrogantemente, tanto com você quanto com seu carro. Ele afirma que as rachas na cidade foram extintas (uma vez que seu trabalho permitiu tal feito), e que tinha uma pequena surpresa para você, assim como para os outros corredores. Assim, ele manda você sair do carro e se prepara para prendê-lo, quando uma chamada de urgência acontece bem na hora. Cross e sua companheira ficam furiosos por terem que deixá-lo, mas o policial deixa bem claro que da próxima vez você não teria sorte. Como punição, ele pega as chaves do Corvette C6R e deixa um enorme risco na sua BMW M3, e por final, brinca dizendo "belos arranhões".

### Primeiras corridas
Depois de escapar de Cross, você continua correndo pelas ruas de Rockport, procurando por disputas. Em um determinado trecho, você encontra um Toyota Supra, pilotado por Ronald McCrea (Ronnie). Este lhe chama para um racha. Após vencê-lo, ele te leva até um lugar onde estão reunidos outros corredores. Dentre eles, está Clarence Callaham, mais conhecido como Razor, que virá a ser seu principal rival no jogo. Ele te vê como mais um garoto corredor que gostaria de "comer poeira" e ser humilhado, e já demonstra interesse em roubar as peças da BMW. Nesse momento, a piloto que correu com você na sua chegada à cidade aparece. Seu nome é Mia Townsend, e ela te defende, afirmando a todos ali que você é mais rápido do que qualquer um, por ter presenciado sua performance anteriormente. Razor retruca, dizendo que Mia não conhece seu grupo e nem ele direito, e que seu carro, um Ford Mustang GT, deixa qualquer um comendo poeira, e isso inclui seus próprios colegas. Então, Mia decide dar início aos desafios, e pergunta quanto Razor poderia apostar num racha. Este diz que 5 mil dólares estaria ótimo, porém, não seria ele quem iria correr, e sim um de seus comparsas, estando convicto de que um deles poderia facilmente vencer você. Mia provoca Razor, perguntando o que os comparsas tinham a ver com a situação. Este diz que não iria correr com ninguém antes de fazer um teste com seus colegas, algo que Ronnie ressalta logo em seguida, dizendo que, para que você pudesse desafiar Razor (que inclusive estava no 15º lugar da Lista Negra — a famosa Blacklist — dos corredores mais procurados de Rockport e das cidades vizinhas), primeiro deveria ganhar reputação, correndo com outras pessoas. Após todas essa afirmações, um dos colegas de Razor, Toru Sato (mais conhecido como Bull), toma a frente de todos e é o primeiro a te desafiar para um racha. Mia muda de ideia e decide aumentar a aposta para 10 mil dólares, ideia essa que deixa Razor mais animado. Então, este chama todos para assistirem à corrida, inclusive querendo que a polícia também entre na situação.
Após toda essa conversa, você inicia a disputa com Bull. Ao vencê-lo, você é desafiado por um homem de nome desconhecido, mas é conhecido como Rog. Este não tem nenhuma ligação com Razor ou a Blacklist (apesar de saber quem eles são), é simplesmente outro corredor que decide testar sua capacidade. Depois de ser vencido também, ele se mostra amigável com você, dizendo que gostou de seu estilo, e que você deveria tomar cuidado com Razor e seus colegas. Imediatamente após ele se despedir, Razor aparece com seu carro e finalmente te desafia. Porém, agora as coisas ficam bem diferentes: de acordo com as regras da Blacklist, para desafiar um membro da mesma, o que deve ser apostado não é dinheiro, e sim o próprio carro (esse tipo de aposta tem o nome de PinkSlip). Então, ele vai embora e diz que estaria esperando.

### A corrida mais esperada
Chega o grande momento. Você e Razor irão realizar a primeira disputa juntos. Ele está convicto de que irá ganhar seu carro e também sua namorada (embora ela não apareça em nenhum momento até agora). Na linha de largada, também está Mia, que lhe assegura de que o desafio irá ser difícil, mas se você seguisse algumas sugestões, ganharia, assim confiando em você. Durante a corrida, a polícia aparece, perseguindo os dois. Porém, nenhum dos dois se entrega, continuando a disputa e inclusive despistando os policiais, causando acidentes terríveis. Em determinado momento, você toma a frente da corrida, deixando Razor para trás e assim garantindo a vitória. Então, algo inacreditável acontece: primeiro, você recebe uma ligação de Mia, que diz que algo está errado com sua BMW, pois na linha de largada você havia deixado uma enorme mancha de óleo. Assim, ela quer que você termine a corrida o quanto antes. No entanto, antes mesmo que você pudesse completar o percurso, a BMW quebra e você perde a corrida.
Sem que você soubesse, Razor e seus colegas sabotaram seu carro anteriormente, mas esse momento não é mostrado. Após este vencê-lo, sua BMW é guinchada e levada para conserto. Então, ele chega, juntamente com seu grupo, e te humilha, agradecendo pelo carro e inclusive levando sua namorada, como ele mesmo havia dito. Mia também aparece, preocupada, perguntando o que aconteceu, mas isso é só um motivo para mais humilhação. Depois, um dos membros do grupo de Razor grita, alertando sobre a chegada da polícia. Com isso, todos conseguem fugir, menos você. Então, o sargento Cross e sua companheira chegam novamente e, depois de também te humilharem, além de aproveitarem o fato de que você está sem seu carro, conseguem finalmente te prender.

### A Blacklist
Depois de pouco tempo preso (uma vez que, sem o carro como prova, não seria possível mantê-lo por muito tempo na prisão), você é buscado por Mia. No caminho, ela te explica o que aconteceu enquanto você estava preso: Razor, com sua BMW, atingiu o 1º lugar na Blacklist, e se tornou o corredor mais procurado de Rockport. Com isso, agora você terá um longo trabalho pela frente para recuperar seu carro. A Blacklist é o seu passaporte no jogo pra pegar sua BMW de volta. Para ter a chance de desafiar Razor novamente, você agora deve ganhar reputação, derrotando todos os membros da lista em diversos tipos de eventos, até chegar nele. A partir de então, Mia começa a auxiliá-lo em tudo, desde informações (sobre os corredores, da polícia etc). até a compra de casas onde você poderá descansar e fugir da polícia, caso esteja sendo perseguido. Além dela, Rog também irá ajudá-lo, principalmente enviando informações sobre a Blacklist (o estilo de cada membro, a preferência quanto ao tipo de corrida, além de te avisar sempre que o membro estiver pronto para o desafio).
Cada membro da Blacklist terá um certo número de eventos que deverão ser concluídos com sucesso para que sua reputação cresça e você tenha a chance de desafiar e derrotar cada um deles. Os eventos incluem circuitos, passar por cabines de pedágio e ser flagrado a determinada velocidade por radares, além de fugas da polícia de Rockport, onde você deverá danificar viaturas, passar por bloqueios e manter os policiais ocupados na perseguição por um tempo, para somente depois esconder-se.
A cada membro vencido, você também recebe marcadores de bonificação, que contém prêmios como o carro do oponente, dinheiro extra, peças extras para seu carro, dentre outros.

### O desafio final
Depois de ter vencido todos os 14 membros, Razor te chama novamente, para o desafio final. Porém, dessa vez serão cinco tipos diferentes de corrida que você deverá ganhar para tomar o lugar dele.
Após ter vencido todos os desafios, você encontra Razor e todo o seu grupo. Este, furioso, se recusa a lhe entregar a BMW, se mostrando um péssimo perdedor. Então Mia aparece novamente, tomando as chaves do carro da mão de Razor e dizendo que tudo havia acabado. Este, mesmo assim, não aceita a derrota e, afirmando que ele mesmo decidiria quando aquilo iria terminar, tenta pegar as chaves de volta. Nesse momento, Mia bloqueia o movimento do corredor, lhe aplica alguns golpes e o imobiliza, jogando-o no chão. Os colegas de Razor tentam interferir, mas Mia mostra, por dentro de sua jaqueta, um dispositivo usado pelo Departamento de Polícia, revelando-se assim uma policial que por todo esse tempo esteve disfarçada. Isso os faz recuar, com as mãos pra cima. Na mesma hora, a polícia aparece novamente, e Mia rapidamente lhe entrega as chaves, dizendo para você fugir. Os policiais prendem Razor, mas o restante do grupo também consegue escapar. No meio da apreensão, o sargento Cross e sua companheira chegam e perguntam a Mia onde você está (uma vez que eles estavam cientes da corrida entre você e Razor), e também sobre a Blacklist. Esta responde com sinceridade que você havia fugido, e que não havia mais necessidade de se preocupar com os outros, pois todos já haviam perdido a reputação. Apesar de ter deixado isso acontecer, Mia não é presa, uma vez que não havia como provar que ela o havia ajudado a escapar, e também porque ela conseguiu prender o até então corredor mais procurado da cidade, Razor.

### A fuga final
Depois de Mia ter te ajudado a escapar, Cross e sua equipe agora estão totalmente focados em você. O sargento ordenou uma perseguição violenta, com todas as unidades atrás de sua BMW, sem exceção. Nessa parte, no final do jogo, você deverá fugir uma última vez da polícia, mas dessa vez não importa onde você vá, haverá policiais te perseguindo, portanto não há mais como se esconder. Já no início da perseguição, o próprio sargento te liga e falsamente te agradece por tê-lo ajudado a capturar os membros da Blacklist. Além disso, ele afirma que irá levar isso em consideração, mas somente se você se entregar.
Após cinco minutos fugindo, Mia faz um último telefonema, dizendo para você sair da cidade. Para isso, você deverá chegar até uma ponte quebrada, que te levará para fora de Rockport. Usando a velocidade, você será capaz de saltar sobre esse espaço e sair da cidade.
Ao chegar à ponte, você consegue com sucesso saltar e chegar à estrada fora da cidade, enquanto algumas viaturas caem da ponte e outras simplesmente param ali mesmo, não conseguindo assim os policiais te prenderem. Assim, você consegue cumprir o principal objetivo do jogo, que é se tornar o corredor mais procurado da região. Após a fuga, o sargento Cross analisa seus dados (infrações, danos a propriedades, número de viaturas danificadas etc.) e acrescenta seu nome à lista dos corredores mais procurados não só de Rockport, mas também do país inteiro.

## Blacklist
1. Clarence Callahan (Razor) - BMW M3 GTR
2. Toru Sato (Bull) - Mercedes-Benz SLR McLaren
3. Ronald McCrea (Ronnie) - Aston Martin DB9
4. Joe Vega (JV) - Dodge Viper SRT10
5. Wes Allen (Webster) - Chevrolet Corvette C6
6. Hector Domingo (Ming) - Lamborghini Gallardo
7. Kira Nakazato (Kaze) - Mercedes-Benz CLK 500
8. Jade Barrett (Jewels) - Ford Mustang GT
9. Eugene James (Earl) - Mitsubishi Lancer Evolution VIII
10. Karl Smith (Baron) - Porsche Cayman S
11. Lou Park (Big Lou) - Mitsubishi Eclipse
12. Isabel Diaz (Izzy) - Mazda RX-8
13. Victor Vasquez (Vic) - Toyota Supra
14. Vince Kilic (Taz) - Lexus IS 300
15. Ho Seun (Sonny) - Volkswagen Golf GTI

## Race Events
No jogo, existem vários tipos de corrida, sendo necessário ganhar certa quantidade delas para poder desafiar cada membro da Blacklist. São eles:
Sprint: A linha de largada fica em um ponto da cidade e a de chegada em outro. Nesta modalidade você não fica dando "voltas" como no circuito, portanto o desafio termina assim que você passa pela linha de chegada.
Circuit (Circuito): Você deve dar um determinado número de voltas no percurso.
Lap Knockout (Eliminatória): É semelhante ao Circuito, exceto pela diferença de que em cada volta, o último que completá-la é automaticamente eliminado da corrida, e assim sucessivamente até que sobre somente o vencedor.
Drag (Arrancada): Quem tiver a melhor arrancada vence. Existem em menor quantidade no jogo, sendo suas pistas quase totalmente retas. Essas corridas se baseiam em trocar a marcha na hora certa. Para trocar a marcha, olhe o indicador à sua direita. Trocar a marcha muito antes da hora resultará em um Early Shift (Câmbio Precoce) e seu carro ficará mais lento. Trocar quase na hora certa resultará em um Good Shift (Bom Câmbio) e terá um bom desempenho. Trocar na hora exata resultará em um Perfect Shift (Câmbio Perfeito) e seu carro terá um excelente desempenho. Demorar um pouco para trocar resultará num Over Rev (Super Aquecimento) e seu carro não irá tão bem, e demorar muito resultará num Blown Engine (Motor Fundido) e você perderá automaticamente a corrida. Nesse tipo de corrida o tráfego é muito intenso, e se você bater em um carro o resultado é um Totaled (Batido), e você também perderá a corrida.
Toolboth (Cabines de Pedágio): Trazem os tradicionais Checkpoints, em que você tem que passar pelos mesmos antes que o tempo acabe. À medida que você vai passando por eles, vai ganhando tempo bônus. Quando faltam dez segundos para acabar o tempo, aparece uma mensagem: Hurry (depressa) e se o tempo acabar, você perde a corrida e terá que começar tudo de novo. A grande exclusividade é que não são Checkpoints, e sim, pedágios.
Speedtrap (Radar): Quem passar mais rápido pelos radares vence a corrida. Nessas corridas não importa quem chega primeiro, e sim, quem passa mais rápido pelos radares, mas caso seu adversário chegue antes de você no final do percurso, o resultado é um Speed Penalty, e você começará a perder milhas, até que você chegue no final, podendo perder a corrida mesmo sendo o mais rápido.

## Níveis de perseguição
As viaturas da polícia de Rockport podem variar com o nível do procurado. Quanto maior, mais eficazes serão as unidades. Cada uma tem um nível de prêmio diferente se danificada ou destruída.
Nível 1: Patrulha Civil - Ford Crown Victoria - Prêmio: 250.
Nível 2: Unidade Civil disfarçada - Ford Crown Victoria preta - Prêmio: 500.
Nível 3: Unidade estatal de perseguição - Pontiac GTO - Prêmio: 2.500 / Unidades de choque (Jeep Grand Cherokee): Camionete leve - Prêmio: 10.000/ Camionete Pesada - Premio: 15.000. (Elas colidem contra o suspeito e tentam imobiliza-lo).
Nível 4: Unidade estatal disfarçada - Pontiac GTO preta - Prémio: 5.000 de recompensa/ Camionete pesada - Jeep Grand Cherokee - Prémio: 30.000 de recompensa (Jeep Grand Cherokee). A partir desse nível o helicóptero começa a ser usado. Outro fator determinante nesse nível é a adição dos famosos "Jacarés", que são uma espécie de cama de pregos esticados no asfalto pelas barreiras policiais, afim de furar os pneus do jogador e assim realizar a prisão do mesmo.
Nível 5: Unidade federal de perseguição - Chevrolet Corvette C6 - Prémio: 20.000 de recompensa/ Camionete pesada - Jeep Grand Cherokee - 30.000 de recompensa/ Sargento Cross (Chevrolet Corvette C6) - 300.000 de recompensa. A partir desse nível o helicóptero fica mais agressivo, vai ao chão e se choca contra o seu carro.
Nível 6: Unidade federal disfarçada - Chevrolet Corvette C6 preta - Prémio: 50.000/ Camionete pesada - Jeep Grand Cherokee - Prêmio: 30.000 (Desse nível em diante elas são usadas para peseguição)/ Sargento Cross (Chevrolet Corvette C6) - Prêmio: 300.000.
Nível 7: Camionete pesada - Jeep Grand Cherokee - Todos os outros carros dos outros níveis - Prêmio: 200.000 pela perseguição e 30.000 de recompensa formando bloqueios e chocando contra você. Disponível apenas na edição "Black Edition".

## Milestone Events
Cada Black List determina um número dessas tarefas para você realizar, consistida basicamente em fugir da polícia e fazer certo número de infrações, tudo ao mesmo tempo. Essas tarefas são:
Roadblock (Barreiras): Em uma perseguição contra policiais à paisana, Heat 2 (nível 1), ou superior, passe do número de bloqueios pedido. Não é preciso bater no bloqueio, apenas passe por ele.
Spike Strip (Faixa de pregos): Em uma perseguição de nível estadual com carros disfarçados, nível 1, ou superior, passe por certo número de bloqueios com "fura pneus". Não é preciso bater no bloqueio e, obviamente nem por cima dos pregos, apenas passe por ele.
Cost to State (Custo ao Estado): Em uma perseguição de qualquer nível, faça um custo superior ou igual ao pedido. Custo para o estado pode ser conseguido derrubando placas, destruindo ou danificando pursuit breakers, carros da polícia, etc.
Pursuit Length (Manter-se em perseguição): Em uma perseguição de qualquer nível, mantenha-se na perseguição por determinado tempo.
Pursuit Evading (Evasão): Em uma perseguição de qualquer nível, fuja da perseguição em um tempo menor que o pedido.
Bounty Challenge (Prêmio): Em uma perseguição de qualquer nível, consiga uma determinda recompensa. recompensas podem ser conseguidas destruindo viaturas, ficando mais tempo na perseguição, fazendo milestones, etc.
Infractions Challenge (Infrações): Em uma perseguição de qualquer nível, consiga um número de infrações superior ou igual ao pedido. Infrações podem ser obtidas com velocidade excessiva, correr fora das pistas, bater em viaturas, bater em carros civis e danificar propriedades. Existem no máximo 8 infrações.

## Carros
- Aston Martin DB9
- Audi A3 3.2 quattro
- Audi A4 3.2 FSI quattro
- Audi TT 3.2 quattro
- BMW M3 GTR
- Cadillac CTS
- Chevrolet Camaro SS (apenas no Black Edition)
- Chevrolet Corvette C6
- Chevrolet Corvette C6R
- Chevrolet Cobalt SS
- Dodge Viper SRT-10
- Fiat Punto
- Ford GT
- Ford Mustang GT
- Lamborghini Gallardo
- Lamborghini Murciélago
- Lexus IS 300
- Lotus Elise
- Mazda RX-7
- Mazda RX-8
- Mercedes-Benz CLK 500
- Mercedes-Benz SL 500
- Mercedes-Benz SL65 AMG
- Mercedes-Benz SLR McLaren
- Mitsubishi Eclipse
- Mitsubishi Lancer Evolution VIII
- Pontiac GTO
- Porsche 911 Carrera S
- Porsche 911 GT2
- Porsche 911 Turbo S
- Porsche Carrera GT
- Porsche Cayman S
- Renault Clio V6
- Subaru Impreza WRX STi
- Toyota Supra
- Vauxhall Monaro VXR
- Volkswagen Golf GTI

* Ao todo na versão normal são 36 carros e com o Black Edition são 37 carros

## Trilha Sonora
Disponibilizada por EA Trax
1. Avenged Sevenfold - Blinded in Chains
2. Bullet For My Valentine - Hand of Blood
3. Celldweller feat. Styles of Beyond - Shapeshifter
4. Celldweller - One Good Reason
5. Dieselboy + Kaos - Barrier Break
6. Disturbed - Decadence
7. DJ Spooky And Dave Lombardo - B-Side Wins Again feat. Chuck D
8. Evol Intent, Mayhem & Thinktank - Broken Sword
9. Hush - Fired Up
10. Hyper - We Control
11. Ils - Feed The Addiction
12. Jamiroquai - Feels Just Like It Should (Timo Maas Remix)
13. Juvenile - Sets Go Up
14. Lupe Fiasco - Tilted
15. Mastodon - Blood And Thunder
16. Rock - I Am Rock
17. Static-X - Skinnyman
18. Stratus - You Must Follow (Evol Intent VIP)
19. Styles of Beyond - Nine Thou (Superstars Remix)
20. Suni Clay - In A Hood Near You
21. T.I. Presents The P$C - Do Ya Thing
22. The Perceptionists - Let's Move
23. The Prodigy - (You'll Be Under My Wheels)
24. The Roots And BT - Tao Of The Machine (Scott Humphrey's Remix)
25. Paul Linford and Chris Vrenna - The Mann
26. Paul Linford and Chris Vrenna - Most Wanted Mash Up

## Opinião da Crítica especializada
Teve Recepção positiva da crítica recebendo uma avaliação de 82/100 para PC no site Metacritic.

## Vendas
O site Techtudo diz que Need for Speed: Most Wanted, vendeu (Somando todas as plataformas), 16 milhões de cópias.

## Need for Speed The Run: Most Wanted Challenge Series
O Need for Speed The Run Most Wanted Challenge Series é um DLC com novas séries de corrida para Need For Speed: The Run. Elas incluem a BMW M3 GTS, semelhante a BMW M3 GTR do jogo e o Ford Mustang Boss 302 semelhante ao carro Ford Mustang GT do Razor como prêmios.

## Need for Speed: Most Wanted 2012
Foi confirmado na E3 de 2012 que o sucessor de Need For Speed: The Run é um remake de Most Wanted. O game foi desenvolvido pela Criterion Games, mesma desenvolvedora de Need for Speed: Hot Pursuit e Burnout Paradise. Dentre as novidades do título, estão as corridas em mundo aberto e o foco novamente nas perseguições policiais além de gráficos melhorados e outras melhorias. O lançamento aconteceu em 30 de outubro de 2012.